# Odd Crew
Odd Crew je bulharská metalová kapela ze Sofie. Skupina byla založená v roce 1998 a všichni její původní členové jsou v kapele do současnosti. V současnosti má čtyři členy.

## Diskografie
- And it's Rock Again (2000)
- On the Road (2005)
- The River of Time (2006)
- We Are What We Are (2008)
- A Bottle of Friends (2010)
- Beyond The Shell (2012)

### DVD
- A Bottle of Friends